# تخشب موتي

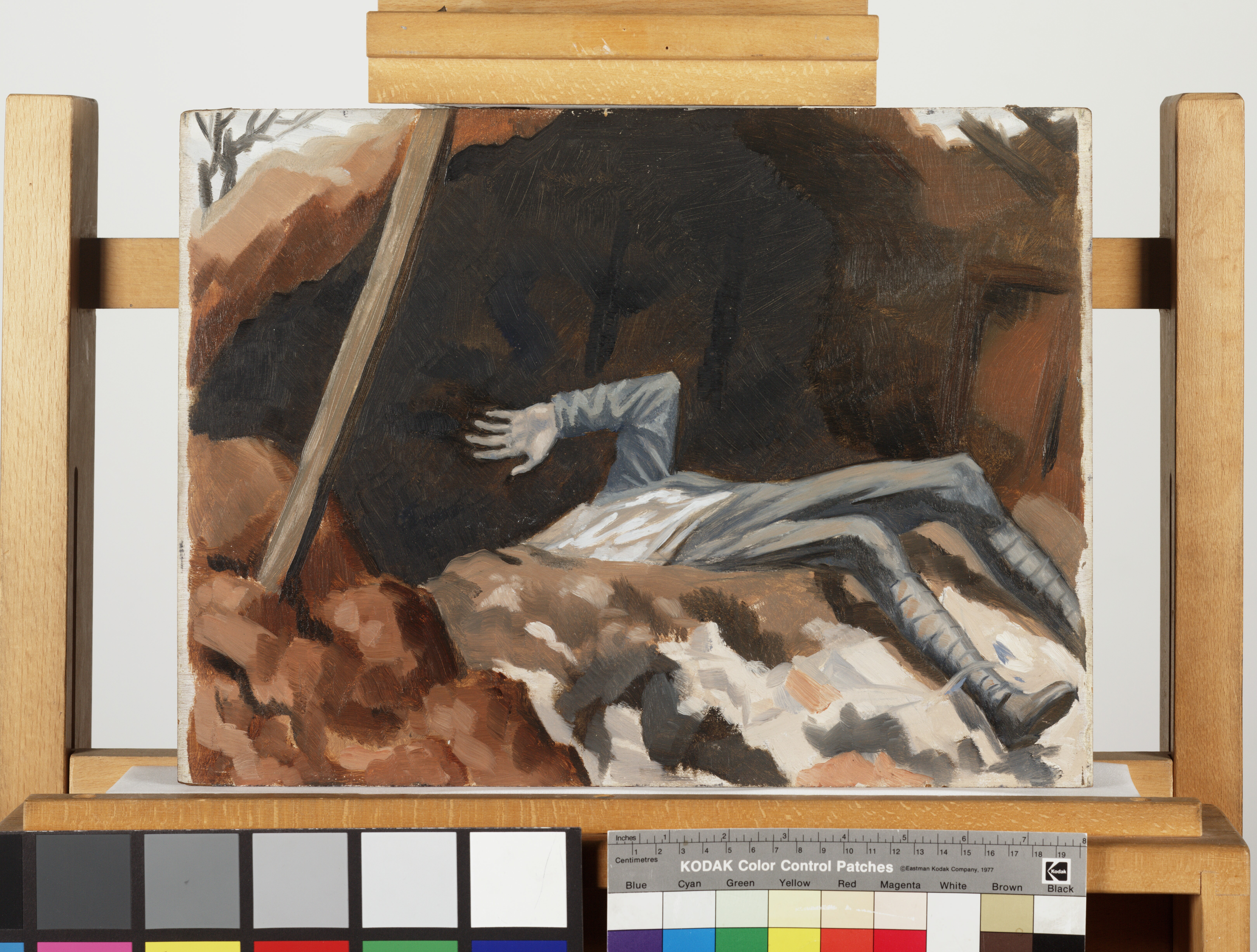
جندي ميت، أصابعه في حالة تخشب - 1918 في ملجأ نمساوي

الصَمَلُ المَوتِي ويعرف بـالتخشب الموتي أو تيبُّس الجثة أو التيبس الميتي هي أحد العلامات المعروفة للوفاة وتحدث بسبب تغيرات كيميائية تحصل بعد الوفاة للعضلات. مما يجعل الجثة متصلبة وحركتها صعبة. في الإنسان تبدأ هذه العلامة في الظهور بعد ساعتين إلى أربع ساعات وتؤثر على جميع عضلات الجسم في اثنتي عشرة ساعة بعد الوفاة. وتزول هذه العلامة بعد ما يقارب 48 إلى 60 ساعة بعد الوفاة.

## أهمية الصمل الموتي في الطب الشرعي
درجة الصلابة ومدى تأثيرها على عضلات الجسم مهمة جدًا للطبيب الشرعي في تحديد زمن الوفاة. كما أنها تتصلب في نفس وضع الوفاة مما يمكن الطبيب الشرعي في تحديد سبب الوفاة. ويمكن كذلك للطبيب الشرعي تحديد ما إذا كانت الجثة تحركت من مكان موتها بعد الوفاة بعد تصلبها. وكذلك يمكنه كشف تحرك الجثة قبل تصلبها باستخدام علامة الزرقة الرمية. هناك عدة عوامل تؤثر على سرعة التصلب كدرجة الحرارة المحيطة لذلك يأخذها الطبيب الشرعي في عين الاعتبار. فالحرارة تزيد سرعة التصلب والبرودة تقلل من سرعته.